# FIGH Awards
I FIGH Awards è un evento organizzato dalla Federazione Italiana Giuoco Handball durante il quale vengono premiati i migliori giocatori del campionato italiano di pallamano maschile e femminile.

## Formula
I premi vengono conferiti sulla base di due turni di votazioni, il primo fatto dai tecnici delle squadre di Serie A e il secondo dai voti dei tifosi. I giocatori candidati sono coloro che più si sono contraddistinti nel corso dell'anno solare, sia al maschile che al femminile.

## Riconoscimenti
- Miglior giocatore di Serie A: viene premiato il giocatore più votato che ha partecipato al campionato di Serie A;
- Miglior giocatore italiano assoluto: viene premiato il giocatore italiano, partecipante anche a campionati esteri, più votato;
- Miglior portiere: al miglior portiere;
- Miglior giocatore straniero: al miglior giocatore non convocabile in nazionale italiana;
- Miglior giovane: al miglior giocatore Under-20.

## Edizioni

### 2013
Le classifiche dell'edizione 2013:

#### Maschile
| Premio                       | Vincitore                           | Secondo                       | Terzo                       |
| ---------------------------- | ----------------------------------- | ----------------------------- | --------------------------- |
| Miglior giocatore di Serie A | Demis Radovčić Bozen                | Pasquale Maione Junior Fasano | Pablo Marrochi Carpi        |
| Miglior giocatore straniero  | Mario Šporčić Bozen                 | Petras Raupenas Ambra         | Dalibor Đorđiević Lazio     |
| Miglior portiere             | Vito Fovio Junior Fasano            | Valerio Sampaolo Pressano     | Matteo Trinci Ambra         |
| Miglior giovane              | Riccardo Stabellini Estense Ferrara | Nicola Riccardi Cologne       | Mattia Lamberti Casalgrande |

#### Femminile
| Premio                        | Vincitrice                       | Seconda                          | Terza                          |
| ----------------------------- | -------------------------------- | -------------------------------- | ------------------------------ |
| Miglior giocatrice di Serie A | Giusy Ganga Amatori Conversano   | Erika Losco Mestrino             | Rafika Ettaqi PDO Salerno      |
| Miglior giocatrice straniera  | Arassay Duran Amatori Conversano | Ljubica Ćeklić Palermo           | Natalia Vinyukova PDO Salerno  |
| Miglior portiere              | Monika Prünster PDO Salerno      | Martina Giona Amatori Conversano | Lorena Bassi Casalgrande       |
| Miglior giovane               | Gaia Zuin Mestrino               | Celia Prast PDO Salerno          | Giulia Clerici Cassano Magnago |

### 2014
Le classifiche dell'edizione 2014:

#### Maschile
| Premio                       | Vincitore                      | Secondo                       | Terzo                              |
| ---------------------------- | ------------------------------ | ----------------------------- | ---------------------------------- |
| Miglior giocatore di Serie A | Demis Radovčić Bozen           | Pasquale Maione Junior Fasano | Riccardo Stabellini Bologna United |
| Miglior giocatore straniero  | Željko Beharević Junior Fasano | Petras Raupenas Ambra         | Paulo Da Silva Pressano            |
| Miglior portiere             | Vito Fovio Junior Fasano       | Valerio Sampaolo Pressano     | Luigi Malavasi Carpi               |
| Miglior giovane              | Carlo Sperti Carpi             | Nicola Riccardi Cologne       | Davide Bulzamini Romagna           |

#### Femminile
| Premio                        | Vincitrice                       | Seconda                        | Terza                               |
| ----------------------------- | -------------------------------- | ------------------------------ | ----------------------------------- |
| Miglior giocatrice di Serie A | Laura Rotondo Amatori Conversano | Gaia Zuin Estense Ferrara      | Giusy Ganga Amatori Conversano      |
| Miglior giocatrice straniera  | Neli Dobreva Estense Ferrara     | Daniela Palarie Teramo         | Ljubica Ćeklić Amatori Conversano   |
| Miglior portiere              | Martina Giona Amatori Conversano | Paula Gambera Estense Ferrara  | Lucia García Parini Cassano Magnago |
| Miglior giovane               | Bianca Del Balzo Cassano Magnago | Giada Babbo Amatori Conversano | Gaia Zuin Estense Ferrara           |

### 2015
Le classifiche dell'edizione 2015:

#### Maschile
| Premio                       | Vincitore                   | Secondo                    | Terzo                         |
| ---------------------------- | --------------------------- | -------------------------- | ----------------------------- |
| Miglior giocatore di Serie A | Dean Turković Bozen         | Demis Radovčić Bozen       | Pasquale Maione Junior Fasano |
| Miglior giocatore straniero  | Uroš Lazarević Brixen       | Hrvoje Kovačić Mezzocorona | Miloš Filić Gaeta             |
| Miglior portiere             | Valerio Sampaolo Pressano   | Vito Fovio Junior Fasano   | Kōstantinos Tsilimparis Bozen |
| Miglior giovane              | Lukas Stricker Black Devils | Lorenzo Nocelli Cingoli    | Francesco Aragona Malo        |

#### Femminile
| Premio                        | Vincitrice                       | Seconda                          | Terza                               |
| ----------------------------- | -------------------------------- | -------------------------------- | ----------------------------------- |
| Miglior giocatrice di Serie A | Laura Rotondo Amatori Conversano | Gaia Zuin Estense Ferrara        | Ilenia Furlanetto Casalgrande       |
| Miglior giocatrice straniera  | Suleiky Gómez Nuoro              | Neli Dobreva Estense Ferrara     | Daniela Palarie Teramo              |
| Miglior portiere              | Martina Giona Amatori Conversano | Martina Iacovello PDO Salerno    | Lucia García Parini Cassano Magnago |
| Miglior giovane               | Giada Babbo Amatori Conversano   | Bianca Del Balzo Cassano Magnago | Giulia Clerici Cassano Magnago      |

### 2016
Le classifiche dell'edizione 2016:

#### Maschile
| Premio                       | Vincitore                      | Secondo                       | Terzo                  |
| ---------------------------- | ------------------------------ | ----------------------------- | ---------------------- |
| Miglior giocatore di Serie A | Dean Turković Bozen            | Davide Bulzamini Romagna      | Demis Radovčić Bozen   |
| Miglior giocatore straniero  | André Alves Leal Junior Fasano | Tomislav Bošnjak Carpi        | Uroš Lazarević Brixen  |
| Miglior portiere             | Valerio Sampaolo Pressano      | Vito Fovio Junior Fasano      | Jan Jurina Carpi       |
| Miglior giovane              | Nicolò D'Antino Junior Fasano  | Giacomo Savini Bologna United | Simone Mengon Pressano |

#### Femminile
| Premio                        | Vincitrice                       | Seconda                          | Terza                             |
| ----------------------------- | -------------------------------- | -------------------------------- | --------------------------------- |
| Miglior giocatrice di Serie A | Laura Rotondo Amatori Conversano | Gaia Zuin Estense Ferrara        | Ilenia Furlanetto Casalgrande     |
| Miglior giocatrice straniera  | Suleiky Gómez PDO Salerno        | Arassay Duran Amatori Conversano | Mihaela Nichifor Mestrino         |
| Miglior portiere              | Monika Prünster PDO Salerno      | Martina Giona Amatori Conversano | Martina Iacovello Estense Ferrara |
| Miglior giovane               | Giada Babbo Amatori Conversano   | Georgette Kere Casalgrande       | Irene Stefanelli Mestrino         |

### 2018
Le classifiche dell'edizione 2018:

#### Maschile
| Premio                       | Vincitore                      | Secondo                         | Terzo                          |
| ---------------------------- | ------------------------------ | ------------------------------- | ------------------------------ |
| Miglior giocatore di Serie A | Dean Turković Bozen            | Alessio Moretti Cassano Magnago | Riccardo Stabellini Conversano |
| Miglior giocatore straniero  | André Alves Leal Junior Fasano | Dinko Dedović Pressano          | Sergio Diego Crespo Brixen     |
| Miglior portiere             | Valerio Sampaolo Pressano      | Mate Volarević Bozen            | Vito Fovio Junior Fasano       |
| Miglior giovane              | Umberto Bronzo Junior Fasano   | Thomas Bortoli Cassano Magnago  | Tommaso Pesci Siena            |

#### Femminile
| Premio                        | Vincitrice                    | Seconda                        | Terza                           |
| ----------------------------- | ----------------------------- | ------------------------------ | ------------------------------- |
| Miglior giocatrice di Serie A | Ilenia Furlanetto Casalgrande | Giada Babbo Brixen Südtirol    | Ilaria Dalla Costa PDO Salerno  |
| Miglior giocatrice straniera  | Arassay Duran Oderzo          | Suleiky Gómez PDO Salerno      | Marijana Tanić Leonessa Brescia |
| Miglior portiere              | Barbara Meneghin Oderzo       | Elisa Ferrara PDO Salerno      | Monika Prünster Pogoń Stettino  |
| Miglior giovane               | Sofia Ghilardi Dossobuono     | Bianca Barbosu Cassano Magnago | Ramona Manojlović Fondi         |

### 2019
Le classifiche dell'edizione 2019:

#### Maschile
| Premio                              | Vincitore                        | Secondo                   | Terzo                          |
| ----------------------------------- | -------------------------------- | ------------------------- | ------------------------------ |
| Miglior giocatore italiano assoluto | Domenico Ebner Hannover-Burgdorf | Andrea Parisini Istres    | Ardian Iballi Conversano       |
| Miglior giocatore di Serie A        | Riccardo Stabellini Sassari      | Ardian Iballi Conversano  | Dean Turković Bozen            |
| Miglior giocatore straniero         | Dinko Dedović Pressano           | Davor Čutura Brixen       | Jacob Nelson Siena             |
| Miglior portiere                    | Pedro Hermones Conversano        | Mate Volarević Bozen      | Valerio Sampaolo Pressano      |
| Miglior giovane                     | Marco Mengon Montpellier         | Leo Prantner Black Devils | Thomas Bortoli Cassano Magnago |

#### Femminile
| Premio                               | Vincitrice                      | Seconda                         | Terza                           |
| ------------------------------------ | ------------------------------- | ------------------------------- | ------------------------------- |
| Miglior giocatrice italiana assoluta | Anika Niederwieser Metzingen    | Monika Prünster Brixen Südtirol | Irene Fanton Le Havre           |
| Miglior giocatrice di Serie A        | Giada Babbo Brixen Südtirol     | Ilaria Dalla Costa PDO Salerno  | Ilenia Furlanetto Casalgrande   |
| Miglior giocatrice straniera         | Suleiky Gómez PDO Salerno       | Arassay Duran Oderzo            | Marijana Tanić Leonessa Brescia |
| Miglior portiere                     | Monika Prünster Brixen Südtirol | Barbara Meneghin Oderzo         | Francesca Luchin Mestrino       |
| Miglior giovane                      | Giulia Fabbo PDO Salerno        | Ramona Manojlović PDO Salerno   | Giovanna Lucarini Mestrino      |

### 2020
Le classifiche dell'edizione 2020:

#### Maschile
| Premio                              | Vincitore                             | Secondo                     | Terzo                        |
| ----------------------------------- | ------------------------------------- | --------------------------- | ---------------------------- |
| Miglior giocatore italiano assoluto | Domenico Ebner Hannover-Burgdorf      | Andrea Parisini Istres      | Dean Turković Bozen          |
| Miglior giocatore di Serie A        | Pablo Marrochi Siena                  | Riccardo Stabellini Sassari | Dean Turković Bozen          |
| Miglior giocatore straniero         | Božidar Nikočević Pressano            | Jacob Nelson Conversano     | Albin Järlstam Junior Fasano |
| Miglior portiere                    | Pasqualino Di Giandomenico Conversano | Pedro Hermones Bozen        | Paweł Kiepulski Sassari      |
| Miglior giovane                     | Thomas Bortoli Cassano Magnago        | Giacomo Hrovatin Trieste    | Kreshnik Kasa Siena          |

#### Femminile
| Premio                               | Vincitrice                       | Seconda                         | Terza                          |
| ------------------------------------ | -------------------------------- | ------------------------------- | ------------------------------ |
| Miglior giocatrice italiana assoluta | Giada Babbo Brixen Südtirol      | Ramona Manojlović PDO Salerno   | Ilaria Dalla Costa PDO Salerno |
| Miglior giocatrice di Serie A        | Bianca Del Balzo Cassano Magnago | Giada Babbo Brixen Südtirol     | Ilaria Dalla Costa PDO Salerno |
| Miglior giocatrice straniera         | Savica Mrkikj Guerriere Malo     | Suleiky Gómez PDO Salerno       | Arassay Duran Oderzo           |
| Miglior portiere                     | Monika Prünster Brixen Südtirol  | Anja Rossignoli Ariosto Ferrara | Elisa Ferrari PDO Salerno      |
| Miglior giovane                      | Ramona Manojlović PDO Salerno    | Michela Notarianni Nuoro        | Vanessa Djiogap Cellini Padova |

### 2021
Le classifiche dell'edizione 2021:

#### Maschile
| Premio                              | Vincitore                             | Secondo                      | Terzo                           | Quarto                         |
| ----------------------------------- | ------------------------------------- | ---------------------------- | ------------------------------- | ------------------------------ |
| Miglior giocatore italiano assoluto | Domenico Ebner Hannover-Burgdorf      | Andrea Parisini Istres       | Dean Turković Bozen             |                                |
| Miglior giocatore di Serie A        | Demis Radovčić Conversano             | Dean Turković Bozen          | Filippo Angiolini Junior Fasano | Federico Mazza Cassano Magnago |
| Miglior giocatore straniero         | Jacob Nelson Conversano               | Albin Järlstam Junior Fasano | Arnad Hamzić Conversano         | Nikolaos Loizos Pressano       |
| Miglior portiere                    | Pasqualino Di Giandomenico Conversano | Vito Fovio Junior Fasano     | Valerio Sampaolo Brixen         | Nikolaos Loizos Pressano       |
| Miglior giovane                     | Thomas Bortoli Cassano Magnago        | Nicola Fadanelli Pressano    | Gabriele Sontacchi Pressano     |                                |

#### Femminile
| Premio                               | Vincitrice                      | Seconda                       | Terza                             | Quarta                        |
| ------------------------------------ | ------------------------------- | ----------------------------- | --------------------------------- | ----------------------------- |
| Miglior giocatrice italiana assoluta | Ramona Manojlović PDO Salerno   | Anika Niederwieser Thüringer  | Angela Cappellaro Kirchhof        |                               |
| Miglior giocatrice di Serie A        | Giada Babbo Brixen Südtirol     | Ramona Manojlović PDO Salerno | Ilaria Dalla Costa PDO Salerno    | Ilenia Furlanetto Casalgrande |
| Miglior giocatrice straniera         | Arassay Duran Oderzo            | Polina Gorbatsjova Erice      | Mari Tomova Ariosto Ferrara       |                               |
| Miglior portiere                     | Monika Prünster Brixen Südtirol | Francesca Luchin Mestrino     | Nadia Bordon Casalgrande          |                               |
| Miglior giovane                      | Ramona Manojlović PDO Salerno   | Giulia Fabbo Metz             | Bevelyn Eghianruwa Cellini Padova |                               |

### 2022
Le classifiche dell'edizione 2022:

#### Maschile
| Premio                              | Vincitore                        | Secondo                            | Terzo                          | Quarto                          |
| ----------------------------------- | -------------------------------- | ---------------------------------- | ------------------------------ | ------------------------------- |
| Miglior giocatore italiano assoluto | Domenico Ebner Hannover-Burgdorf | Andrea Parisini Istres             | Pablo Marrochi Conversano      |                                 |
| Miglior giocatore di Serie A        | Davide Bulzamini Brixen          | Pablo Marrochi Conversano          | Giacomo Savini Cassano Magnago | Filippo Angiolini Junior Fasano |
| Miglior giocatore straniero         | Tomás Cañete Fondi               | Albin Järlstam Junior Fasano       | Marko Pandžić Bozen            |                                 |
| Miglior portiere                    | Andrea Colleluori Black Devils   | Mate Volarević Bozen               | Nikolaos Loizos Pressano       |                                 |
| Miglior giovane                     | Tommaso De Angelis Campus Italia | Christian Manojlović Campus Italia | Tommaso Romei Black Devils     |                                 |

#### Femminile
| Premio                               | Vincitrice                       | Seconda                          | Terza                                |
| ------------------------------------ | -------------------------------- | -------------------------------- | ------------------------------------ |
| Miglior giocatrice italiana assoluta | Ramona Manojlović PDO Salerno    | Anika Niederwieser Thüringer     | Angela Cappellaro Kirchhof           |
| Miglior giocatrice di Serie A        | Ilaria Dalla Costa PDO Salerno   | Ramona Manojlović PDO Salerno    | Irene Fanton Achenheim Truchtersheim |
| Miglior giocatrice straniera         | Suleiky Gómez Pontinia           | Arassay Duran Brixen Südtirol    | Savica Mrkikj Erice                  |
| Miglior portiere                     | Nila Bertolino Cassano Magnago   | Monika Prünster Brixen Südtirol  | Francesca Luchin Mestrino            |
| Miglior giovane                      | Giorgia Meneghini Cellini Padova | Aurora Ghisilimberti Mezzocorona | Charity Iyamu Tushe Prato            |

### 2023
Le classifiche dell'edizione 2023:
| Premio                              | Intitolato a    | Vincitore maschile             | Vincitore femminile           |
| ----------------------------------- | --------------- | ------------------------------ | ----------------------------- |
| Miglior giocatore italiano assoluto | Zaim Kobilica   | Domenico Ebner Lipsia          | Ramona Manojlović Erice       |
| Miglior giocatore di Serie A        | Andrea Scozzese | Pablo Marrochi Conversano      | Eleonora Colloredo Pontinia   |
| Miglior giocatore straniero         | Pavel Jurina    | Marko Knežević Junior Fasano   | Karichma Ekoh Erice           |
| Miglior portiere                    | Mario Magelli   | Andrea Colleluori Black Devils | Chana Masson Erice            |
| Miglior giovane                     | Alessio Bisori  | Tommaso De Angelis Benidorm    | Giulia Rossomando PDO Salerno |

### 2024
Le classifiche dell'edizione 2024:
| Premio                              | Intitolato a    | Vincitore maschile             | Vincitore femminile              |
| ----------------------------------- | --------------- | ------------------------------ | -------------------------------- |
| Miglior giocatore italiano assoluto | Zaim Kobilica   | Simone Mengon Eisenach         | Irene Fanton                     |
| Miglior giocatore di Serie A        | Andrea Scozzese | Giacomo Savini Cassano Magnago | Eleonora Colloredo Pontinia      |
| Miglior giocatore straniero         | Pavel Jurina    | Tomás Cañete Brixen            | Laeticia Ateba Engadi Erice      |
| Miglior portiere                    | Mario Magelli   | Andrea Colleluori Black Devils | Francesca Luchin Brixen Südtirol |
| Miglior giovane                     | Alessio Bisori  | Tommaso De Angelis Benidorm    | Asia Mangone PDO Salerno         |